# 什卡爾達島
什卡爾達島是克羅地亞的島嶼，位於亞得里亞海，由扎達爾縣負責管轄，長3.5公里、寬1.5公里，面積3.78平方公里，海岸線長度12.322公里，最高點海拔高度102米，島上無人居住。